# Исавријска династија
Византијом је од 717. до 802. године владала Исавријска или Сиријска династија. Исавријски цареви били су успешни у одбрани и консолидацији царства против калифата, али били су мање успешни у Европи, где су претрпели неуспехе против Бугара, морали су да се одрекну Равенског егзархата, и изгубили утицај над Италијом и папом под притиском Франака.
Период Исаовријске династије углавном се повезује са иконоборством, покушајем враћања божанске наклоности прочишћавањем хришћанске вере од прекомерног обожавања икона, што је довело до значајних унутрашњих немира.
На крају владавине Исавријске династије 802. године, Византија је била у сукобу са Арапима и Бугарима, а ствари су се искомпликовале када је папа Лав III крунисао Карла Великог за светог римског цара (лат. Romanorum Imperator) што је сматрано покушајем да се Каролиншко царство представи као наследник Римског царства.

## Позадина: Византија у 7. веку
Главни чланак: Ираклијева династија
Ираклијева династија (610–695 и 705–711) суочавала се са тешким изазовима. Након успешно окончаног рата са Сасанидским царством, цар Ираклије (610–641) и његова исцрпљена држава суочилии су се са изненадним нападом муслимана из Арабије на Левант.
Након освајања Сирије, Арапи су освојили богату провинцију Египат, главни извор жита и прихода од пореза, пала. Византијци су се такође суочили са арапским нападима кроз Либију на Афрички егзархат, затим нападима на Киликију, која је контролисала јужне прелазе у Малој Азији, последње велике територије царства, и нападима на Јерменску висораван, главног извора људске снаге царства и виталног тампона између арапског региона Сиријске пустиње и североисточног пролаза у Малој Азији. Ове три области биле су главна поља сукоба Византије и Арапа током друге половине 7. века. Арапи су се наставили развијати, нарочито градећи морнарицу која је озбиљно угрозила византијску надмоћ на Медитерану. Избијање муслиманског грађанског рата 656. године донео је предах Византинцима, а цар Констанс II (641–668) учврстио је свој положај на Балкану и Италији. Његов наследник, Константин IV (668–685), поразио је Прву арапску опсаду Цариграда (674–678), и након тога кренуо у контраофанзиву, осигуравајући Малу Азију, вративши Киликију и присиљавајући калифат на плаћање пореза. У исто време, међутим, поражен је од бугарског кана Аспаруха, и био је приморан да прихвати насељавање његовог народа у византијским земљама јужно од Дунава. Са првим свргавањем са власи Константиновог сина Јустинијана II 695. године почиње период неприлика, који је трајао скоро четврт века и донео низ катастрофа које су готово довеле до пропасти византијске државе. Картагина је коначно освојена од стране муслимана 697. године а покушав Византије да је ослободи наредне године завршен је неуспехом. Киликију су Арапи освојили и претворили у базу за рације експедиција које су продрле дубоко у Малу Азију, заузевши њена утврђења и градове, док је Кавказ стављен под чврсту муслиманску контролу. Коначно, омеједски калиф Сулејман ибн Абд ел Малик ( 715–717) почео је припремати још једну огромну експедицију за освајање Цариграда.
Истовремено, катастрофе 7. века допринеле су великим променама у друштву и природи онога што је остало од Царства: урбанизована, космополитска цивилизација касне антике је завршена, а почела је средњовековна ера. Са распадом већине градова на мала, утврђена урбана језгра која су функционисала само као административни центри, друштво је постало у великој мери аграрно, док су образовање и интелектуални живот готово нестали. Губитак најбогатијих провинција царства, заједно са узастопним инвазијама, свео је царску економију на релативно осиромашено стање, у поређењу са ресурсима које је на располагању имао калифат. Настављена је монетарна економија али је обновљена бартер економија била у експанзији. Административна пракса се такође променила: поред наставка постојања касног римског провинцијског система, преживеле теренске армије су реорганизоване у тематски систем као средство за очување преостале царске територије, иако је велика моћ концентрисана у рукама тематских заповедника, стратега, доводила често до њихових побуна. У исто време, централна бирократија у Цариграду такође је добијала на значају. На верском пољу, губитак источних монофизитских провинција окончао је потребу за неуспешном компромисном доктрином монотелитизма, која је напуштена на Шестом васељенском сабору у 680. години, док је Трулски сабор из 692. године промовисао интересе и погледе Цариградске патријаршије против Свете столице.

## Царство у кризи, 705–717
Детаљније: Двадесетогодишња анархија
Мапа Византијског царства са темама око 717. године
Након другог свргавања Јустинијана II, Византијско царство је запало у период кризе и хаоса. Филипик, кримски побуњеник који је преузео трон показао се потпуно неспособним за владавину. Уместо да се суочи са великом претњом Бугара или Арапа, он је намеравао да поново завлада верским контроверзама намећући толико омражен ираклијански монотелизам. Када је бугарски краљ Тервел (савезник Јустинијана II) извршио инвазију на Тракију, Филипик није имао другог избора него да позове опсикијске за борбу против Бугара. На несрећу цара, трупе нису имале никакву лојалност према њему и после обредног слепљења заменио га је у јуну 713. године главни царски секретар Артемије.
Артемије је крунисан као Анастасије II. Владавину Анастасија историчари описују као кратак период доброг вођства, побољшао је градске бедеме и напунио градске амбаре, како би обезбедио престоницу од нове арапске опсаде. Свимм грађанима је наређено да прикупљају довољно хране за трогодишњи период, јер ако би Арапи стигли до мореуза, то би несумњиво била дуготрајна опсада. Међутим, Анастасије је био превише добар за царство, у настојању да спречи арапску опсаду престонице, планирао је превентивни против напад користећи Родос као базу. Међутим Опсикијска тема се поново побунила и Анастасије је био приморан да се замонаши и био је протеран у Солунском манастиру 715. године.
Опсикијанци су изабрали Теодосија, невољног сакупљача пореза, за владара царства. Избор се није заснивао на његовим вештинама, и када је Лав III Исавријанац, стратег Анатолике, затражио од сената и патријарха подршку да постане цар, успео је да их убеди без много противљења.

## Лав III Исавријанац, 717–741
Лав III, који ће постати оснивач такозване Исавријске династије, заправо је рођен у Германикеји (данашњи Кахраманмараш) у северној Сирији око 685. године. Његово наводно порекло из Исаврије проналази се у записима Теофана Исповедника, али постоји могућност да је то касније додато од мање поузданог настављача. Након што га је Јустинијан II прогласио за спатарија, борио се против Арапа у Абазгији, и био је унапређен у стратега Анатолике од стране Анастасија II. Након Анастасијевог збацивања, Лав се 716. године придружио Артавазду, стратегу теме Арменијака, и проглашен је царем, док су две арапске армије, једна под калифовим братом Масламом, водиле кампању у Малој Азији. Лав је спречио напад Масламе паметним преговорима, у којима је обећао да ће признати калифово сизеренство, али је 25. марта 717. године ушао у Цариград и свргнуо Теодосија.

### Арапска опсада Цариграда и њене последице
Лав III Исавријанац и његов син Константин V на златнику искованом у Цариграду између 737. и 741. године.
Након неколико месеци нови цар суочио се са својим првим великим изазовом, са масивним муслиманским нападом на престоницу: калифатска војска и морнарица, предвођена Масламом, према изворима су бројиле око 120.000 људи и 1800 бродова. Који год био прави број, била је то огромна сила, далеко већа од царске војске. Срећом по Лава и царство, Анастасије II је поправио и ојачао морске бедеме главног града. Поред тога, цар је склопио савез са бугарским канам Тервелом, који је пристао да напада оккупаторе са леђа.
Од јула 717. до августа 718. муслимани су град опколили копном и морем, а са копнене стране изградили су обимну двоструку линију опкоп и противоткопа, изолирајући престоницу. Њихов покушај да доврше блокаду морским путем ипак није успео када је византијска морнарица употријебила грчку ватру против њих, арапска флота држала се изван градских зидина, остављајући цариградске путеве снабдевања отвореним. Присиљени да продуже опсаду у зиму, муслиманска војска претрпела је страшне жртве од хладноће и недостатка животних намирница. У пролеће је ново појачање послао нови халиф, Омар ибн Абд ел Азиз (717–720), морем из Африке и Египта, а копном преко Мале Азије. Посаде нове флоте биле су састављене углавном од хришћана, који су почели да дезертирају у великом броју, док су копнене снаге биле у заседи и поражене у Битинији. Док су глад и епидемија наставили да муче арапски логор, опсада је прекинута 15. августа 718. године. По повратку арапска флота претрпела је додатне жртве од невремена и ерупције вулкана Тира.
Чак и током опсаде, Лав је био у стању да угуши покушаје сецесије: његове трупе су брзо срушиле побуне на Сицилији, где се извесни Базил Ономагулос прогласио за цара. А у 719. години угушио је побуну свргнутог цара Анастасија II који је покушао да преузме трон уз помоћ Бугара. Лав је још више учврстио свој положај крунишући своју жену Марију као августу у 718. години и њиховог сина Константина за савладара 720. године. Искористивши ситуацију у ослабљеном калифату након огромних губитака који су претрпели пред Цариградом, Лав је успео да покрене контранапад који је постигао известан успех. Арапи су се, међутим, убрзо опоравили и од 720. године покренули годишње рације који су опустошили велике делове Мале Азије, упркос византијском савезу са Хазарима, који су започели нападе на северном боку калифата. Иконион и Цезареја су отпуштени, а византијске трупе поново су протеране из Јерменије.

### Почетак иконоборства
Главни чланак: Византијско иконоборство
Лавова фрустрација због његових војних неуспеха навела га је на мишљење да је царство изгубило божанску наклоност. Већ 722. године покушао је да натера преобраћење Јевреја из царства, али убрзо је почео да скреће пажњу на поштовање икона, које су неки бискупи сматрали идолопоклонством. Након поновне ерупције Тире 726. године, објавио је едикт којим је осудио употребу икона, а слику Исуса уклонио је са капије Чалке, свечаног улаза у Велику палату Цариграда. Цар се показао све критичнијим према иконопоштовању, а на судском већу 730. године формално је забранио приказе верских личности.
Лавов заговор иконоборства изазвао је реакције и становништва и цркве. Војници који су скинули слику Христа са капије Чалке су линчовани, а тематска побуна која је избила у Грчкој 727. године, била је бар делимично мотивисана иконофилским жаром. Патријарх Герман I приморан је да поднесе оставку, да би га заменио попустљивији Анастасије. Царев едикт осудили су папа Гргур II и његов наследник папа Гргур III, као и Јован Дамаскин. Међутим, генерално, спор је остао ограничен, јер се Лав суздржавао од активног прогона иконофила.
Раскол са папинством имао је и других разлога: Лав је пребацио епархије источног Илирикума (отприлике старе дијацезе Македоније) из Рима у надлежност Цариграда, а папи је додатно одузео приходе од Сицилије и Калабрије. Међутим Лав није успео да пружи помоћ Равенској егзархији, у којој су 727. године локалне византијске снаге свргнуле свог команданта, а у 738. години град је на неко време окупирао ломбардски краљ Лијутпранд.

### Завршне године
Чини се да је усвајање иконоборства у царевим очима заиста оправдано, јер је царство доживело успех а муслимани су претрпели низ пораза између 727. и 732. године. Наредне године су биле тешке, поготово јер су Арапи победили Хазаре и приморали њиховог вођу да пређе у ислам. Међутим, 740. године, цар и његов син постигли су одлучујућу победу над арапском војском код Акроинона, што је зауставило арапско напредовање.
У марту 741. године (старији извори наводе 726. годину), Лав је објавио Еклогу, ревидирани избор закона, подстакнут углавном из старије Јустинијанове кодификације. Хришћански утицај је очит у значајном смањењу злочина за које је била предвиђена смртна казна, али збирка је, напротив, проширила употребу осакаћења, схваћеног као хуманијег, као казне. Еклога се показала популарном као сажет правни приручник, остајући стандардни правни текст до увођења Епанагоге крајем 9. века, а преведена је на словенски, арапски и јерменски језик.
Лав је умро природном смрћу у свом кревету 18. јуна 741. године. Током своје владавине успео је да спречи арапске нападе и консолидује источну границу царства. Са друге стране, његово увођење новог и непотребног теолошког спора, иако релативно благог, компромитовало је његова настојања да врати стабилност царству.

## Константин V, 741–775
Константин је рођен у Константинопољу, син и наследник цара Лава III и Марије. У августу 720. године на трон га је поставио отац, који га је оженио Цицаком, кћерком хазарског кагана Бихара. Његова невеста крштена је као Ирена (Eirēnē) у 732. години. Константин V наследио је оца 19. априла 741. године.

### Грађански рат против Артавазда и почетак борбе против обожавања икона
Константин је прешао Малу Азију у кампањи против Омеједског калифата под Хишамом ибн Абд ал-Маликом на источној граници у јуну 741. или 742. године. Али током овог пута Константина су напале снаге његовог зета Артавазда, стратега теме Арменијака. Артавазд је био супруг Ане, старије Константинове сестре.
Поражен, Константин је уточиште потражио у Амориону, док је победник напредовао у Цариград и био је прихваћен као цар. Док је Константин сада добио подршку Анатолике и Тракесијанске теме, Артавазд је обезбедио подршку Тракије и Опсикије, поред својих јерменских војника.
Након што су супростављени цареви извршили војне припреме, Артавазд је кренуо против Константина, али је поражен у мају 743. године. Три месеца касније Константин је поразио Артаваздовог сина Никиту и кренуо је у Цариград. Почетком новембра Константин је ушао у престоницу и одмах је уклонио своје противнике, ослепивши или погубивши их. Можда зато што је Артаваздова узурпација била повезана са обнављањем поштовања икона, Константин је постао можда још жешћи иконоборац од свог оца.
Погрдни надимак Копроним, значи именован по балеги, наводно је добио јер је према иконофилским изворима наводно обавио велику нужду у фонтану за крштавање или пак у пурпурну тканину којом је био обмотан.

### Кампања против икона
Детаљније: Византијско иконоборство
Константинов став о иконоборству био је јасан:
У фебруару 754. Константин је сазвао у цариградској палати Хијерији сабор на коме су присуствовали само иконоборачки епископи. Сабор је одобрио Константинову политику и осигурао избор новога патријарха, који је био противник икона. Након тога је уследила је обимна акција уклањања слика са зидова црквава и чистка двора и администрација од иконодула, тј. поборника икона.
Пошто су манастири били посебно везани за иконе, Константин је циљао на манастире вршећи велику репресију на манастирима. Отимао је манастирску имовину у корист државе или војске, присиљавао је монахе да се жене. Према монасима је посебно окрутан био царски генерал Михајло Лаханодракон, који је монасима претио да ће им очи повадити или их прогнати.
Старешину једног манастира Стефана Новог маса је брутално линчовала на захтев власти. Многи монаси су због тога побегли у јужну Италију и Сицилију. До краја Константинове власти иконоборство је ишло до тога ступња да су проглашавали јеретичким реликвије и молитве свецима.
Константин је био способан генерал и администратор. Реорганизовао је војне дистрикре царства, теме и осмислио је нове војне дивизије зване тагмата. Реорганизацију је извео да би минимизовао опасност од урота и да би ојачао обрамбене способности царства. Са реорганизованом војском кренуо је у походе на три велике границе.

### Кампање против Арапа и Бугарске
Константин је био способан генерал и администратор. Реорганизовао је теме, војне округе царства и створио нове теренске армијске дивизије под називом тагме. Ова организација је имала за циљ да умањи претњу од завера и да повећа одбрамбене способности царства. Са овом реорганизованом војском кренуо је у кампање на три главна границе.
Омејидски халифат је био у нереду у доба Марвана II, па је Константин 746. искористио прилику и напао је Сирију и заузео је Германикеју (Мараш), родно место његова оца. Организовао је пресељење дела хришћанског становништва на царске територије у Тракији. Током 747. уништио је арапску флоту крај Кипра. У 751. години ломбардски краљ Аистулф освојио је Равену, окончавши двовековну византијску владавину овим градом. Током 752. Константин подузима нову кампању против Арапа Омејидског халифата под Ас-Сафахом. Заузео је Теодосиопулис и Мелитене (Малатја). Поново је преселио део становништва на Балкан. У тим походима није осигурао неки конкретно добитак, али био је стално у офанзиви.
Успеси у походима против Арапа омогућили су да на Балкану води агресивнију политику. Пресељењем становништва са истока у Тракију појачао је просперитет и одбрану подручја. То је изазвало забринутост Бугарске, па је уследио сукоб са Бугарском, који је са прекидима трајао око двадесет година. Кормисош од Бугарске је харао до Анастазијевог зида, али Константин га је победио у једној бици. Тако је започела серија успешних похода против Бугара. Бугарски хан Телец је тако 761. као савезнике имао и део Словена. Константинове победе, а посебно она у бици код Анхиала 763. изазвале су велику нестабилност у Бугарској. Шест бугарских владара је изгубило круну због њихових неуспеха у рату са Константином. Са тим ратом повезана је и једна сеоба словенских племена, који су побегли преко Црног мора и са царевом дозволом се населили око реке Артанаса у Малој Азији. Преселило се око 208.000 Словена. Бугарски владар Телериг је успео да консолидује некако прилике, али земља је пострадала након пораза, грађанског рата и одласка великог броја Словена. Почео је преговоре са Брсјацима да би поново колонизовао Бугарску.
Константин је умро 775. године.
Константинове кампање биле су скупе; за време његове владавине годишњи приходи Византијског царства смањени су на око 1,800,000 номизмата због његових различитих ратова и арапских освајања.

## Лав IV, 775–780
Лав је био син цара Константина V и његове прве супруге, хазарске принцезе Цицак (познате као Ирена након крштења), кћерке хазарског кагана. Његов отац га је 751. године крунисао за савладара, а затим га оженио са Ирином, из атинске аристократске породице, у децембруr 769. године. Константин V је умро у 775. години а Лав је постао нови цар.
Лав је 24. априла 776. године, следећи праксу коју су успоставили његов отац и деда, именовао свог сина, Константина VI, за савладара. То је довело до побуне Лавове полубраће, укључујући и цезара Нићифора, који су се надали да ће преузети престо. Побуна је брзо угушена, а завереници су заробљени, постриговани, и прогнани у Херсон.
У погледу верске политике, Лав Хазар је формално следио политику свог оца Константина V који је био фанатични иконоборац. Међутим, можда и под утицајем своје иконофилске супруге Ирине, Лав је у односу на свог деду Лава III и оца спроводио благу политику. Дозволио је свим прогнаним иконофилима да се врате у своја места, а када је патријарх Никита умро, цар је на његово место довео Павла који није спадао у убеђене иконокласте. Поред тога, док је Константин V прогонио монахе, као најчвршће иконофиле, Лав IV је поново дозволио да монаси заузму епископске столице.
Лавова владавина поклопила се са владавином трећег абасидског калифа, Ел Махдија, који је нападао византијске земље узастопно од 777–780. године пре него што их је поразила Лавова војска под командом славног војсковође и чувеног иконоборца, Михаила Лахандракона. У току припрема за нови рат против Бугара, Лав IV је изненада умро 8. септембра 780. године. Његова супруга Ирина успела је да сачува престо Константину VI.

## Константин VI и регенткиња Ирина, 780–797
Константин VI био је једино дете цара Лава IV и Ирине. Константина је отац 776. године крунисао за савладара, а наследио га је као једини цар са девет година под Ирининим регентством 780. године.
Лав IV и његов син Константин VI на аверсу и реверсу византијског златника искованог у Цариграду између 776, када је мали Константин VI проглашен за очевог савладара, и 780. када је Лав IV преминуо.
У 782. години био је заручен са Ротрудом, кћерком франачког краља Карла Великог и његове треће супруге Хилдегард. Ирина је сама прекинула заруке 788. године. У 787. години Константин је потписао декрете Седмог васељенског сабора. Исте 787. Константин је напунио већ шеснаест година и по ондашњим мерилима био је пунолетан. Млади цар је најзад 790. године започео самосталну владу након што је побуњена војска из теме Арменијака натерала стару царицу да се повуче са двора. Ипак, било јој је дозвољено да задржи титулу царице, што је потврђено 792. године. Константинова самостална влада показала се убрзо неуспешном. Под његовом командом византијска војска је претрпела два тешка пораза од Бугара 791. и 792. године. Када се 793. тема Арменијакон поново побунила цар је сурово угушио побуну и ослепео њиховог стратега Алексија Моселу. Са високим црквеним круговима цар се посвађао 795. када је незаконито отпустио супругу Марију, која му дотада није родила престолонаследника, и оженио своју љубавницу Теодоту (Михеански спор, од грч. речи за браколомство μοιχος). Друга жена му је 797. родила сина Лава који је убрзо умро што је у јавности протумачено као још једна потврда цареве грешности.
Без подршке војске и иконофилских кругова, Константин VI је свргнут и ослепљен од стране присталица своје мајке Ирине 19. априла 797. године. Стара царица је преузела власт као прва жена у римско-византијској историји која је владала самостално, док је ослепљени Константин са супругом Теодотом послат у прогонство. У прогонству Константин је надживео своју мајку и умро је нешто пре 805. године. Сахрањен је у цариградском манастиру св. Еуфросине који је подигла царица Ирина. Његова ћерка из брака са Маријом, Еуфросина, удала се 823. за цара Михаила II Аморијца. Неколико самозванаца из доба Михаила II издавали су се за Константина VI.

## Иринина самостална владавина и пад, 797–802
Иако се често тврди да је Ирене, као монарх, себе називала "василеус" (βασιλεύς), 'цар', а не "василиса" (βασίλισσα), 'царица', као доказ постоје само три случаја за која се зна да је она користила титулу "василеус": два правна документа у којима се потписивала као "цар Ромеја" и њен златник који је пронађен на Сицилији са титулом "василеус". У свим другим документима, кованицама и печатима она је користила титулу "василиса".

## Позадина: Византија у 7. веку
Ираклијева династија (610–695 и 705–711) суочавала се са тешким изазовима. Након успешно окончаног рата са Сасанидским царством, цар Ираклије (610–641) и његова исцрпљена држава суочилии су се са изненадним нападом муслимана из Арабије на Левант.
Након освајања Сирије, Арапи су освојили богату провинцију Египат, главни извор жита и прихода од пореза, пала. Византијци су се такође суочили са арапским нападима кроз Либију на Афрички егзархат, затим нападима на Киликију, која је контролисала јужне прелазе у Малој Азији, последње велике територије царства, и нападима на Јерменску висораван, главног извора људске снаге царства и виталног тампона између арапског региона Сиријске пустиње и североисточног пролаза у Малој Азији. Ове три области биле су главна поља сукоба Византије и Арапа током друге половине 7. века. Арапи су се наставили развијати, нарочито градећи морнарицу која је озбиљно угрозила византијску надмоћ на Медитерану. Избијање муслиманског грађанског рата 656. године донео је предах Византинцима, а цар Констанс II (641–668) учврстио је свој положај на Балкану и Италији. Његов наследник, Константин IV (668–685), поразио је Прву арапску опсаду Цариграда (674–678), и након тога кренуо у контраофанзиву, осигуравајући Малу Азију, вративши Киликију и присиљавајући калифат на плаћање пореза. У исто време, међутим, поражен је од бугарског кана Аспаруха, и био је приморан да прихвати насељавање његовог народа у византијским земљама јужно од Дунава. Са првим свргавањем са власи Константиновог сина Јустинијана II 695. године почиње период неприлика, који је трајао скоро четврт века и донео низ катастрофа које су готово довеле до пропасти византијске државе. Картагина је коначно освојена од стране муслимана 697. године а покушав Византије да је ослободи наредне године завршен је неуспехом. Киликију су Арапи освојили и претворили у базу за рације експедиција које су продрле дубоко у Малу Азију, заузевши њена утврђења и градове, док је Кавказ стављен под чврсту муслиманску контролу. Коначно, омеједски калиф Сулејман ибн Абд ел Малик ( 715–717) почео је припремати још једну огромну експедицију за освајање Цариграда.
Истовремено, катастрофе 7. века допринеле су великим променама у друштву и природи онога што је остало од Царства: урбанизована, космополитска цивилизација касне антике је завршена, а почела је средњовековна ера. Са распадом већине градова на мала, утврђена урбана језгра која су функционисала само као административни центри, друштво је постало у великој мери аграрно, док су образовање и интелектуални живот готово нестали. Губитак најбогатијих провинција царства, заједно са узастопним инвазијама, свео је царску економију на релативно осиромашено стање, у поређењу са ресурсима које је на располагању имао калифат. Настављена је монетарна економија али је обновљена бартер економија била у експанзији. Административна пракса се такође променила: поред наставка постојања касног римског провинцијског система, преживеле теренске армије су реорганизоване у тематски систем као средство за очување преостале царске територије, иако је велика моћ концентрисана у рукама тематских заповедника, стратега, доводила често до њихових побуна. У исто време, централна бирократија у Цариграду такође је добијала на значају. На верском пољу, губитак источних монофизитских провинција окончао је потребу за неуспешном компромисном доктрином монотелитизма, која је напуштена на Шестом васељенском сабору у 680. години, док је Трулски сабор из 692. године промовисао интересе и погледе Цариградске патријаршије против Свете столице.

## Царство у кризи, 705–717
Након другог свргавања Јустинијана II, Византијско царство је запало у период кризе и хаоса. Филипик, кримски побуњеник који је преузео трон показао се потпуно неспособним за владавину. Уместо да се суочи са великом претњом Бугара или Арапа, он је намеравао да поново завлада верским контроверзама намећући толико омражен ираклијански монотелизам. Када је бугарски краљ Тервел (савезник Јустинијана II) извршио инвазију на Тракију, Филипик није имао другог избора него да позове опсикијске за борбу против Бугара. На несрећу цара, трупе нису имале никакву лојалност према њему и после обредног слепљења заменио га је у јуну 713. године главни царски секретар Артемије.
Артемије је крунисан као Анастасије II. Владавину Анастасија историчари описују као кратак период доброг вођства, побољшао је градске бедеме и напунио градске амбаре, како би обезбедио престоницу од нове арапске опсаде. Свимм грађанима је наређено да прикупљају довољно хране за трогодишњи период, јер ако би Арапи стигли до мореуза, то би несумњиво била дуготрајна опсада. Међутим, Анастасије је био превише добар за царство, у настојању да спречи арапску опсаду престонице, планирао је превентивни против напад користећи Родос као базу. Међутим Опсикијска тема се поново побунила и Анастасије је био приморан да се замонаши и био је протеран у Солунском манастиру 715. године.
Опсикијанци су изабрали Теодосија, невољног сакупљача пореза, за владара царства. Избор се није заснивао на његовим вештинама, и када је Лав III Исавријанац, стратег Анатолике, затражио од сената и патријарха подршку да постане цар, успео је да их убеди без много противљења.

## Лав III Исавријанац, 717–741
Лав III, који ће постати оснивач такозване Исавријске династије, заправо је рођен у Германикеји (данашњи Кахраманмараш) у северној Сирији око 685. године. Његово наводно порекло из Исаврије проналази се у записима Теофана Исповедника, али постоји могућност да је то касније додато од мање поузданог настављача. Након што га је Јустинијан II прогласио за спатарија, борио се против Арапа у Абазгији, и био је унапређен у стратега Анатолике од стране Анастасија II. Након Анастасијевог збацивања, Лав се 716. године придружио Артавазду, стратегу теме Арменијака, и проглашен је царем, док су две арапске армије, једна под калифовим братом Масламом, водиле кампању у Малој Азији. Лав је спречио напад Масламе паметним преговорима, у којима је обећао да ће признати калифово сизеренство, али је 25. марта 717. године ушао у Цариград и свргнуо Теодосија.

### Арапска опсада Цариграда и њене последице
Након неколико месеци нови цар суочио се са својим првим великим изазовом, са масивним муслиманским нападом на престоницу: калифатска војска и морнарица, предвођена Масламом, према изворима су бројиле око 120.000 људи и 1800 бродова. Који год био прави број, била је то огромна сила, далеко већа од царске војске. Срећом по Лава и царство, Анастасије II је поправио и ојачао морске бедеме главног града. Поред тога, цар је склопио савез са бугарским канам Тервелом, који је пристао да напада оккупаторе са леђа.
Од јула 717. до августа 718. муслимани су град опколили копном и морем, а са копнене стране изградили су обимну двоструку линију опкоп и противоткопа, изолирајући престоницу. Њихов покушај да доврше блокаду морским путем ипак није успео када је византијска морнарица употријебила грчку ватру против њих, арапска флота држала се изван градских зидина, остављајући цариградске путеве снабдевања отвореним. Присиљени да продуже опсаду у зиму, муслиманска војска претрпела је страшне жртве од хладноће и недостатка животних намирница. У пролеће је ново појачање послао нови халиф, Омар ибн Абд ел Азиз (717–720), морем из Африке и Египта, а копном преко Мале Азије. Посаде нове флоте биле су састављене углавном од хришћана, који су почели да дезертирају у великом броју, док су копнене снаге биле у заседи и поражене у Битинији. Док су глад и епидемија наставили да муче арапски логор, опсада је прекинута 15. августа 718. године. По повратку арапска флота претрпела је додатне жртве од невремена и ерупције вулкана Тира.
Чак и током опсаде, Лав је био у стању да угуши покушаје сецесије: његове трупе су брзо срушиле побуне на Сицилији, где се извесни Базил Ономагулос прогласио за цара. А у 719. години угушио је побуну свргнутог цара Анастасија II који је покушао да преузме трон уз помоћ Бугара. Лав је још више учврстио свој положај крунишући своју жену Марију као августу у 718. години и њиховог сина Константина за савладара 720. године. Искористивши ситуацију у ослабљеном калифату након огромних губитака који су претрпели пред Цариградом, Лав је успео да покрене контранапад који је постигао известан успех. Арапи су се, међутим, убрзо опоравили и од 720. године покренули годишње рације који су опустошили велике делове Мале Азије, упркос византијском савезу са Хазарима, који су започели нападе на северном боку калифата. Иконион и Цезареја су отпуштени, а византијске трупе поново су протеране из Јерменије.

### Почетак иконоборства
Лавова фрустрација због његових војних неуспеха навела га је на мишљење да је царство изгубило божанску наклоност. Већ 722. године покушао је да натера преобраћење Јевреја из царства, али убрзо је почео да скреће пажњу на поштовање икона, које су неки бискупи сматрали идолопоклонством. Након поновне ерупције Тире 726. године, објавио је едикт којим је осудио употребу икона, а слику Исуса уклонио је са капије Чалке, свечаног улаза у Велику палату Цариграда. Цар се показао све критичнијим према иконопоштовању, а на судском већу 730. године формално је забранио приказе верских личности.
Лавов заговор иконоборства изазвао је реакције и становништва и цркве. Војници који су скинули слику Христа са капије Чалке су линчовани, а тематска побуна која је избила у Грчкој 727. године, била је бар делимично мотивисана иконофилским жаром. Патријарх Герман I приморан је да поднесе оставку, да би га заменио попустљивији Анастасије. Царев едикт осудили су папа Гргур II и његов наследник папа Гргур III, као и Јован Дамаскин. Међутим, генерално, спор је остао ограничен, јер се Лав суздржавао од активног прогона иконофила.
Раскол са папинством имао је и других разлога: Лав је пребацио епархије источног Илирикума (отприлике старе дијацезе Македоније) из Рима у надлежност Цариграда, а папи је додатно одузео приходе од Сицилије и Калабрије. Међутим Лав није успео да пружи помоћ Равенској егзархији, у којој су 727. године локалне византијске снаге свргнуле свог команданта, а у 738. години град је на неко време окупирао ломбардски краљ Лијутпранд.

### Завршне године
Чини се да је усвајање иконоборства у царевим очима заиста оправдано, јер је царство доживело успех а муслимани су претрпели низ пораза између 727. и 732. године. Наредне године су биле тешке, поготово јер су Арапи победили Хазаре и приморали њиховог вођу да пређе у ислам. Међутим, 740. године, цар и његов син постигли су одлучујућу победу над арапском војском код Акроинона, што је зауставило арапско напредовање.
У марту 741. године (старији извори наводе 726. годину), Лав је објавио Еклогу, ревидирани избор закона, подстакнут углавном из старије Јустинијанове кодификације. Хришћански утицај је очит у значајном смањењу злочина за које је била предвиђена смртна казна, али збирка је, напротив, проширила употребу осакаћења, схваћеног као хуманијег, као казне. Еклога се показала популарном као сажет правни приручник, остајући стандардни правни текст до увођења Епанагоге крајем 9. века, а преведена је на словенски, арапски и јерменски језик.
Лав је умро природном смрћу у свом кревету 18. јуна 741. године. Током своје владавине успео је да спречи арапске нападе и консолидује источну границу царства. Са друге стране, његово увођење новог и непотребног теолошког спора, иако релативно благог, компромитовало је његова настојања да врати стабилност царству.

## Константин V, 741–775
Константин је рођен у Константинопољу, син и наследник цара Лава III и Марије. У августу 720. године на трон га је поставио отац, који га је оженио Цицаком, кћерком хазарског кагана Бихара. Његова невеста крштена је као Ирена (Eirēnē) у 732. години. Константин V наследио је оца 19. априла 741. године.

### Грађански рат против Артавазда и почетак борбе против обожавања икона
Константин је прешао Малу Азију у кампањи против Омеједског калифата под Хишамом ибн Абд ал-Маликом на источној граници у јуну 741. или 742. године. Али током овог пута Константина су напале снаге његовог зета Артавазда, стратега теме Арменијака. Артавазд је био супруг Ане, старије Константинове сестре.
Поражен, Константин је уточиште потражио у Амориону, док је победник напредовао у Цариград и био је прихваћен као цар. Док је Константин сада добио подршку Анатолике и Тракесијанске теме, Артавазд је обезбедио подршку Тракије и Опсикије, поред својих јерменских војника.
Након што су супростављени цареви извршили војне припреме, Артавазд је кренуо против Константина, али је поражен у мају 743. године. Три месеца касније Константин је поразио Артаваздовог сина Никиту и кренуо је у Цариград. Почетком новембра Константин је ушао у престоницу и одмах је уклонио своје противнике, ослепивши или погубивши их. Можда зато што је Артаваздова узурпација била повезана са обнављањем поштовања икона, Константин је постао можда још жешћи иконоборац од свог оца.
Погрдни надимак Копроним, значи именован по балеги, наводно је добио јер је према иконофилским изворима наводно обавио велику нужду у фонтану за крштавање или пак у пурпурну тканину којом је био обмотан.

### Кампања против икона
Константинов став о иконоборству био је јасан:
У фебруару 754. Константин је сазвао у цариградској палати Хијерији сабор на коме су присуствовали само иконоборачки епископи. Сабор је одобрио Константинову политику и осигурао избор новога патријарха, који је био противник икона. Након тога је уследила је обимна акција уклањања слика са зидова црквава и чистка двора и администрација од иконодула, тј. поборника икона.
Пошто су манастири били посебно везани за иконе, Константин је циљао на манастире вршећи велику репресију на манастирима. Отимао је манастирску имовину у корист државе или војске, присиљавао је монахе да се жене. Према монасима је посебно окрутан био царски генерал Михајло Лаханодракон, који је монасима претио да ће им очи повадити или их прогнати.
Старешину једног манастира Стефана Новог маса је брутално линчовала на захтев власти. Многи монаси су због тога побегли у јужну Италију и Сицилију. До краја Константинове власти иконоборство је ишло до тога ступња да су проглашавали јеретичким реликвије и молитве свецима.
Константин је био способан генерал и администратор. Реорганизовао је војне дистрикре царства, теме и осмислио је нове војне дивизије зване тагмата. Реорганизацију је извео да би минимизовао опасност од урота и да би ојачао обрамбене способности царства. Са реорганизованом војском кренуо је у походе на три велике границе.

### Кампање против Арапа и Бугарске
Константин је био способан генерал и администратор. Реорганизовао је теме, војне округе царства и створио нове теренске армијске дивизије под називом тагме. Ова организација је имала за циљ да умањи претњу од завера и да повећа одбрамбене способности царства. Са овом реорганизованом војском кренуо је у кампање на три главна границе.
Омејидски халифат је био у нереду у доба Марвана II, па је Константин 746. искористио прилику и напао је Сирију и заузео је Германикеју (Мараш), родно место његова оца. Организовао је пресељење дела хришћанског становништва на царске територије у Тракији. Током 747. уништио је арапску флоту крај Кипра.
У 751. години ломбардски краљ Аистулф освојио је Равену, окончавши двовековну византијску владавину овим градом.
Током 752. Константин подузима нову кампању против Арапа Омејидског халифата под Ас-Сафахом. Заузео је Теодосиопулис и Мелитене (Малатја). Поново је преселио део становништва на Балкан. У тим походима није осигурао неки конкретно добитак, али био је стално у офанзиви.
Успеси у походима против Арапа омогућили су да на Балкану води агресивнију политику. Пресељењем становништва са истока у Тракију појачао је просперитет и одбрану подручја. То је изазвало забринутост Бугарске, па је уследио сукоб са Бугарском, који је са прекидима трајао око двадесет година. Кормисош од Бугарске је харао до Анастазијевог зида, али Константин га је победио у једној бици. Тако је започела серија успешних похода против Бугара. Бугарски хан Телец је тако 761. као савезнике имао и део Словена. Константинове победе, а посебно она у бици код Анхиала 763. изазвале су велику нестабилност у Бугарској. Шест бугарских владара је изгубило круну због њихових неуспеха у рату са Константином. Са тим ратом повезана је и једна сеоба словенских племена, који су побегли преко Црног мора и са царевом дозволом се населили око реке Артанаса у Малој Азији. Преселило се око 208.000 Словена. Бугарски владар Телериг је успео да консолидује некако прилике, али земља је пострадала након пораза, грађанског рата и одласка великог броја Словена. Почео је преговоре са Брсјацима да би поново колонизовао Бугарску.
Константин је умро 775. године.
Константинове кампање биле су скупе; за време његове владавине годишњи приходи Византијског царства смањени су на око 1,800,000 номизмата због његових различитих ратова и арапских освајања.

## Лав IV, 775–780
Лав је био син цара Константина V и његове прве супруге, хазарске принцезе Цицак (познате као Ирена након крштења), кћерке хазарског кагана. Његов отац га је 751. године крунисао за савладара, а затим га оженио са Ирином, из атинске аристократске породице, у децембруr 769. године. Константин V је умро у 775. години а Лав је постао нови цар.
Лав је 24. априла 776. године, следећи праксу коју су успоставили његов отац и деда, именовао свог сина, Константина VI, за савладара. То је довело до побуне Лавове полубраће, укључујући и цезара Нићифора, који су се надали да ће преузети престо. Побуна је брзо угушена, а завереници су заробљени, постриговани, и прогнани у Херсон.
У погледу верске политике, Лав Хазар је формално следио политику свог оца Константина V који је био фанатични иконоборац. Међутим, можда и под утицајем своје иконофилске супруге Ирине, Лав је у односу на свог деду Лава III и оца спроводио благу политику. Дозволио је свим прогнаним иконофилима да се врате у своја места, а када је патријарх Никита умро, цар је на његово место довео Павла који није спадао у убеђене иконокласте. Поред тога, док је Константин V прогонио монахе, као најчвршће иконофиле, Лав IV је поново дозволио да монаси заузму епископске столице.
Лавова владавина поклопила се са владавином трећег абасидског калифа, Ел Махдија, који је нападао византијске земље узастопно од 777–780. године пре него што их је поразила Лавова војска под командом славног војсковође и чувеног иконоборца, Михаила Лахандракона. У току припрема за нови рат против Бугара, Лав IV је изненада умро 8. септембра 780. године. Његова супруга Ирина успела је да сачува престо Константину VI.

## Константин VI и регенткиња Ирина, 780–797
Константин VI био је једино дете цара Лава IV и Ирине. Константина је отац 776. године крунисао за савладара, а наследио га је као једини цар са девет година под Ирининим регентством 780. године.
У 782. години био је заручен са Ротрудом, кћерком франачког краља Карла Великог и његове треће супруге Хилдегард. Ирина је сама прекинула заруке 788. године. У 787. години Константин је потписао декрете Седмог васељенског сабора. Исте 787. Константин је напунио већ шеснаест година и по ондашњим мерилима био је пунолетан. Млади цар је најзад 790. године започео самосталну владу након што је побуњена војска из теме Арменијака натерала стару царицу да се повуче са двора. Ипак, било јој је дозвољено да задржи титулу царице, што је потврђено 792. године.
Константинова самостална влада показала се убрзо неуспешном. Под његовом командом византијска војска је претрпела два тешка пораза од Бугара 791. и 792. године. Када се 793. тема Арменијакон поново побунила цар је сурово угушио побуну и ослепео њиховог стратега Алексија Моселу. Са високим црквеним круговима цар се посвађао 795. када је незаконито отпустио супругу Марију, која му дотада није родила престолонаследника, и оженио своју љубавницу Теодоту (Михеански спор, од грч. речи за браколомство μοιχος). Друга жена му је 797. родила сина Лава који је убрзо умро што је у јавности протумачено као још једна потврда цареве грешности.
Без подршке војске и иконофилских кругова, Константин VI је свргнут и ослепљен од стране присталица своје мајке Ирине 19. априла 797. године. Стара царица је преузела власт као прва жена у римско-византијској историји која је владала самостално, док је ослепљени Константин са супругом Теодотом послат у прогонство. У прогонству Константин је надживео своју мајку и умро је нешто пре 805. године. Сахрањен је у цариградском манастиру св. Еуфросине који је подигла царица Ирина. Његова ћерка из брака са Маријом, Еуфросина, удала се 823. за цара Михаила II Аморијца. Неколико самозванаца из доба Михаила II издавали су се за Константина VI.

## Иринина самостална владавина и пад, 797–802
Иако се често тврди да је Ирене, као монарх, себе називала "василеус" (βασιλεύς), 'цар', а не "василиса" (βασίλισσα), 'царица', као доказ постоје само три случаја за која се зна да је она користила титулу "василеус": два правна документа у којима се потписивала као "цар Ромеја" и њен златник који је пронађен на Сицилији са титулом "василеус". У свим другим документима, кованицама и печатима она је користила титулу "василиса".

## Породично стабло Исавријске/Сиријске династије
|                                |                                |                                |                                |                                |                                |  |  |                     |                     |                     |                     |                     |                     |  |  |                     |                     |                     |                     |                     |                     |  |  |           |           |           |           |           |           |  |  |                   |                   |                   |                   |                   |                   |  |  |                                                    |                                                    |                                                    |                                                    |                                                    |                                                    |  |  |                                           |                                           |                                           |                                           |                                           |                                           |  |  |                   |                   |                   |                   |                   |                   |  |  |                                                    |                                                    |                                                    |                                                    |                                                    |                                                    |  |  |                                                  |                                                  |                                                  |                                                  |                                                  |                                                  |  |  |                                       |                                       |                                       |                                       |                                       |                                       |  |  |                          |                          |                          |                          |                          |                          |  |  |  |  |  |  |  |  |  |  |  |  |  |  |  |  |  |  |
|                                |                                |                                |                                |                                |                                |  |  |                     |                     |                     |                     |                     |                     |  |  |                     |                     |                     |                     |                     |                     |  |  |           |           |           |           |           |           |  |  |                   |                   |                   |                   |                   |                   |  |  |                                                    |                                                    |                                                    |                                                    |                                                    |                                                    |  |  |                                           |                                           |                                           |                                           |                                           |                                           |  |  |                   |                   |                   |                   |                   |                   |  |  |                                                    |                                                    |                                                    |                                                    |                                                    |                                                    |  |  |                                                  |                                                  |                                                  |                                                  |                                                  |                                                  |  |  |                                       |                                       |                                       |                                       |                                       |                                       |  |  |                          |                          |                          |                          |                          |                          |  |  |  |  |  |  |  |  |  |  |  |  |  |  |  |  |  |  |
|                                |                                |                                |                                |                                |                                |  |  |                     |                     |                     |                     |                     |                     |  |  |                     |                     |                     |                     |                     |                     |  |  |           |           |           |           |           |           |  |  |                   |                   |                   |                   |                   |                   |  |  |                                                    |                                                    |                                                    |                                                    |                                                    |                                                    |  |  |                                           |                                           |                                           |                                           |                                           |                                           |  |  |                   |                   |                   |                   |                   |                   |  |  |                                                    |                                                    |                                                    |                                                    |                                                    |                                                    |  |  | Ираклије Цар Ромеја 610-641 Ираклијска династија | Ираклије Цар Ромеја 610-641 Ираклијска династија | Ираклије Цар Ромеја 610-641 Ираклијска династија | Ираклије Цар Ромеја 610-641 Ираклијска династија | Ираклије Цар Ромеја 610-641 Ираклијска династија | Ираклије Цар Ромеја 610-641 Ираклијска династија |  |  |                                       |                                       |                                       |                                       |                                       |                                       |  |  | Марија                   | Марија                   | Марија                   | Марија                   | Марија                   | Марија                   |  |  |  |  |  |  |  |  |  |  |  |  |  |  |  |  |  |  |
|                                |                                |                                |                                |                                |                                |  |  |                     |                     |                     |                     |                     |                     |  |  |                     |                     |                     |                     |                     |                     |  |  |           |           |           |           |           |           |  |  |                   |                   |                   |                   |                   |                   |  |  |                                                    |                                                    |                                                    |                                                    |                                                    |                                                    |  |  |                                           |                                           |                                           |                                           |                                           |                                           |  |  |                   |                   |                   |                   |                   |                   |  |  |                                                    |                                                    |                                                    |                                                    |                                                    |                                                    |  |  | Ираклије Цар Ромеја 610-641 Ираклијска династија | Ираклије Цар Ромеја 610-641 Ираклијска династија | Ираклије Цар Ромеја 610-641 Ираклијска династија | Ираклије Цар Ромеја 610-641 Ираклијска династија | Ираклије Цар Ромеја 610-641 Ираклијска династија | Ираклије Цар Ромеја 610-641 Ираклијска династија |  |  |                                       |                                       |                                       |                                       |                                       |                                       |  |  | Марија                   | Марија                   | Марија                   | Марија                   | Марија                   | Марија                   |  |  |  |  |  |  |  |  |  |  |  |  |  |  |  |  |  |  |
|                                |                                |                                |                                |                                |                                |  |  |                     |                     |                     |                     |                     |                     |  |  |                     |                     |                     |                     |                     |                     |  |  |           |           |           |           |           |           |  |  |                   |                   |                   |                   |                   |                   |  |  |                                                    |                                                    |                                                    |                                                    |                                                    |                                                    |  |  |                                           |                                           |                                           |                                           |                                           |                                           |  |  |                   |                   |                   |                   |                   |                   |  |  |                                                    |                                                    |                                                    |                                                    |                                                    |                                                    |  |  | Константин III цар Ромеја                        | Константин III цар Ромеја                        | Константин III цар Ромеја                        | Константин III цар Ромеја                        | Константин III цар Ромеја                        | Константин III цар Ромеја                        |  |  |                                       |                                       |                                       |                                       |                                       |                                       |  |  | (Маријин син)            | (Маријин син)            | (Маријин син)            | (Маријин син)            | (Маријин син)            | (Маријин син)            |  |  |  |  |  |  |  |  |  |  |  |  |  |  |  |  |  |  |
|                                |                                |                                |                                |                                |                                |  |  |                     |                     |                     |                     |                     |                     |  |  |                     |                     |                     |                     |                     |                     |  |  |           |           |           |           |           |           |  |  |                   |                   |                   |                   |                   |                   |  |  |                                                    |                                                    |                                                    |                                                    |                                                    |                                                    |  |  |                                           |                                           |                                           |                                           |                                           |                                           |  |  |                   |                   |                   |                   |                   |                   |  |  |                                                    |                                                    |                                                    |                                                    |                                                    |                                                    |  |  | Константин III цар Ромеја                        | Константин III цар Ромеја                        | Константин III цар Ромеја                        | Константин III цар Ромеја                        | Константин III цар Ромеја                        | Константин III цар Ромеја                        |  |  |                                       |                                       |                                       |                                       |                                       |                                       |  |  | (Маријин син)            | (Маријин син)            | (Маријин син)            | (Маријин син)            | (Маријин син)            | (Маријин син)            |  |  |  |  |  |  |  |  |  |  |  |  |  |  |  |  |  |  |
|                                |                                |                                |                                |                                |                                |  |  |                     |                     |                     |                     |                     |                     |  |  |                     |                     |                     |                     |                     |                     |  |  |           |           |           |           |           |           |  |  |                   |                   |                   |                   |                   |                   |  |  |                                                    |                                                    |                                                    |                                                    |                                                    |                                                    |  |  |                                           |                                           |                                           |                                           |                                           |                                           |  |  |                   |                   |                   |                   |                   |                   |  |  |                                                    |                                                    |                                                    |                                                    |                                                    |                                                    |  |  | Констанс II цар Ромеја 641-668                   | Констанс II цар Ромеја 641-668                   | Констанс II цар Ромеја 641-668                   | Констанс II цар Ромеја 641-668                   | Констанс II цар Ромеја 641-668                   | Констанс II цар Ромеја 641-668                   |  |  |                                       |                                       |                                       |                                       |                                       |                                       |  |  | Aндреја                  | Aндреја                  | Aндреја                  | Aндреја                  | Aндреја                  | Aндреја                  |  |  |  |  |  |  |  |  |  |  |  |  |  |  |  |  |  |  |
|                                |                                |                                |                                |                                |                                |  |  |                     |                     |                     |                     |                     |                     |  |  |                     |                     |                     |                     |                     |                     |  |  |           |           |           |           |           |           |  |  |                   |                   |                   |                   |                   |                   |  |  |                                                    |                                                    |                                                    |                                                    |                                                    |                                                    |  |  |                                           |                                           |                                           |                                           |                                           |                                           |  |  |                   |                   |                   |                   |                   |                   |  |  |                                                    |                                                    |                                                    |                                                    |                                                    |                                                    |  |  | Констанс II цар Ромеја 641-668                   | Констанс II цар Ромеја 641-668                   | Констанс II цар Ромеја 641-668                   | Констанс II цар Ромеја 641-668                   | Констанс II цар Ромеја 641-668                   | Констанс II цар Ромеја 641-668                   |  |  |                                       |                                       |                                       |                                       |                                       |                                       |  |  | Aндреја                  | Aндреја                  | Aндреја                  | Aндреја                  | Aндреја                  | Aндреја                  |  |  |  |  |  |  |  |  |  |  |  |  |  |  |  |  |  |  |
|                                |                                |                                |                                |                                |                                |  |  |                     |                     |                     |                     |                     |                     |  |  |                     |                     |                     |                     |                     |                     |  |  |           |           |           |           |           |           |  |  |                   |                   |                   |                   |                   |                   |  |  | Лав III цар Ромеја 717-741                         | Лав III цар Ромеја 717-741                         | Лав III цар Ромеја 717-741                         | Лав III цар Ромеја 717-741                         | Лав III цар Ромеја 717-741                         | Лав III цар Ромеја 717-741                         |  |  |                                           |                                           |                                           |                                           |                                           |                                           |  |  |                   |                   |                   |                   |                   |                   |  |  |                                                    |                                                    |                                                    |                                                    |                                                    |                                                    |  |  | Константин IV цар Ромеја 668-685                 | Константин IV цар Ромеја 668-685                 | Константин IV цар Ромеја 668-685                 | Константин IV цар Ромеја 668-685                 | Константин IV цар Ромеја 668-685                 | Константин IV цар Ромеја 668-685                 |  |  |                                       |                                       |                                       |                                       |                                       |                                       |  |  | Мартин                   | Мартин                   | Мартин                   | Мартин                   | Мартин                   | Мартин                   |  |  |  |  |  |  |  |  |  |  |  |  |  |  |  |  |  |  |
|                                |                                |                                |                                |                                |                                |  |  |                     |                     |                     |                     |                     |                     |  |  |                     |                     |                     |                     |                     |                     |  |  |           |           |           |           |           |           |  |  |                   |                   |                   |                   |                   |                   |  |  | Лав III цар Ромеја 717-741                         | Лав III цар Ромеја 717-741                         | Лав III цар Ромеја 717-741                         | Лав III цар Ромеја 717-741                         | Лав III цар Ромеја 717-741                         | Лав III цар Ромеја 717-741                         |  |  |                                           |                                           |                                           |                                           |                                           |                                           |  |  |                   |                   |                   |                   |                   |                   |  |  |                                                    |                                                    |                                                    |                                                    |                                                    |                                                    |  |  | Константин IV цар Ромеја 668-685                 | Константин IV цар Ромеја 668-685                 | Константин IV цар Ромеја 668-685                 | Константин IV цар Ромеја 668-685                 | Константин IV цар Ромеја 668-685                 | Константин IV цар Ромеја 668-685                 |  |  |                                       |                                       |                                       |                                       |                                       |                                       |  |  | Мартин                   | Мартин                   | Мартин                   | Мартин                   | Мартин                   | Мартин                   |  |  |  |  |  |  |  |  |  |  |  |  |  |  |  |  |  |  |
|                                |                                |                                |                                |                                |                                |  |  |                     |                     |                     |                     |                     |                     |  |  |                     |                     |                     |                     |                     |                     |  |  |           |           |           |           |           |           |  |  |                   |                   |                   |                   |                   |                   |  |  |                                                    |                                                    |                                                    |                                                    |                                                    |                                                    |  |  |                                           |                                           |                                           |                                           |                                           |                                           |  |  |                   |                   |                   |                   |                   |                   |  |  |                                                    |                                                    |                                                    |                                                    |                                                    |                                                    |  |  |                                                  |                                                  |                                                  |                                                  |                                                  |                                                  |  |  |                                       |                                       |                                       |                                       |                                       |                                       |  |  |                          |                          |                          |                          |                          |                          |  |  |  |  |  |  |  |  |  |  |  |  |  |  |  |  |  |  |
| Михаил Мелисин генерал         | Михаил Мелисин генерал         | Михаил Мелисин генерал         | Михаил Мелисин генерал         | Михаил Мелисин генерал         | Михаил Мелисин генерал         |  |  |                     |                     |                     |                     |                     |                     |  |  | (сестра)            | (сестра)            | (сестра)            | (сестра)            | (сестра)            | (сестра)            |  |  |           |           |           |           |           |           |  |  | 3.Евдокија        | 3.Евдокија        | 3.Евдокија        | 3.Евдокија        | 3.Евдокија        | 3.Евдокија        |  |  | Константин V цар Ромеја 741-775 ∞ 1.Цицак 2.Марија | Константин V цар Ромеја 741-775 ∞ 1.Цицак 2.Марија | Константин V цар Ромеја 741-775 ∞ 1.Цицак 2.Марија | Константин V цар Ромеја 741-775 ∞ 1.Цицак 2.Марија | Константин V цар Ромеја 741-775 ∞ 1.Цицак 2.Марија | Константин V цар Ромеја 741-775 ∞ 1.Цицак 2.Марија |  |  | Ана ∞ Артавазд супарник                   | Ана ∞ Артавазд супарник                   | Ана ∞ Артавазд супарник                   | Ана ∞ Артавазд супарник                   | Ана ∞ Артавазд супарник                   | Ана ∞ Артавазд супарник                   |  |  | Сарантапек        | Сарантапек        | Сарантапек        | Сарантапек        | Сарантапек        | Сарантапек        |  |  | Нићифор I цар Ромеја 802-811                       | Нићифор I цар Ромеја 802-811                       | Нићифор I цар Ромеја 802-811                       | Нићифор I цар Ромеја 802-811                       | Нићифор I цар Ромеја 802-811                       | Нићифор I цар Ромеја 802-811                       |  |  | Јустинијан II цар Ромеја 685-695, 705-711        | Јустинијан II цар Ромеја 685-695, 705-711        | Јустинијан II цар Ромеја 685-695, 705-711        | Јустинијан II цар Ромеја 685-695, 705-711        | Јустинијан II цар Ромеја 685-695, 705-711        | Јустинијан II цар Ромеја 685-695, 705-711        |  |  | Теофилакт Рангабе адмирал             | Теофилакт Рангабе адмирал             | Теофилакт Рангабе адмирал             | Теофилакт Рангабе адмирал             | Теофилакт Рангабе адмирал             | Теофилакт Рангабе адмирал             |  |  | (Мартинов син)           | (Мартинов син)           | (Мартинов син)           | (Мартинов син)           | (Мартинов син)           | (Мартинов син)           |  |  |  |  |  |  |  |  |  |  |  |  |  |  |  |  |  |  |
| Михаил Мелисин генерал         | Михаил Мелисин генерал         | Михаил Мелисин генерал         | Михаил Мелисин генерал         | Михаил Мелисин генерал         | Михаил Мелисин генерал         |  |  |                     |                     |                     |                     |                     |                     |  |  | (сестра)            | (сестра)            | (сестра)            | (сестра)            | (сестра)            | (сестра)            |  |  |           |           |           |           |           |           |  |  | 3.Евдокија        | 3.Евдокија        | 3.Евдокија        | 3.Евдокија        | 3.Евдокија        | 3.Евдокија        |  |  | Константин V цар Ромеја 741-775 ∞ 1.Цицак 2.Марија | Константин V цар Ромеја 741-775 ∞ 1.Цицак 2.Марија | Константин V цар Ромеја 741-775 ∞ 1.Цицак 2.Марија | Константин V цар Ромеја 741-775 ∞ 1.Цицак 2.Марија | Константин V цар Ромеја 741-775 ∞ 1.Цицак 2.Марија | Константин V цар Ромеја 741-775 ∞ 1.Цицак 2.Марија |  |  | Ана ∞ Артавазд супарник                   | Ана ∞ Артавазд супарник                   | Ана ∞ Артавазд супарник                   | Ана ∞ Артавазд супарник                   | Ана ∞ Артавазд супарник                   | Ана ∞ Артавазд супарник                   |  |  | Сарантапек        | Сарантапек        | Сарантапек        | Сарантапек        | Сарантапек        | Сарантапек        |  |  | Нићифор I цар Ромеја 802-811                       | Нићифор I цар Ромеја 802-811                       | Нићифор I цар Ромеја 802-811                       | Нићифор I цар Ромеја 802-811                       | Нићифор I цар Ромеја 802-811                       | Нићифор I цар Ромеја 802-811                       |  |  | Јустинијан II цар Ромеја 685-695, 705-711        | Јустинијан II цар Ромеја 685-695, 705-711        | Јустинијан II цар Ромеја 685-695, 705-711        | Јустинијан II цар Ромеја 685-695, 705-711        | Јустинијан II цар Ромеја 685-695, 705-711        | Јустинијан II цар Ромеја 685-695, 705-711        |  |  | Теофилакт Рангабе адмирал             | Теофилакт Рангабе адмирал             | Теофилакт Рангабе адмирал             | Теофилакт Рангабе адмирал             | Теофилакт Рангабе адмирал             | Теофилакт Рангабе адмирал             |  |  | (Мартинов син)           | (Мартинов син)           | (Мартинов син)           | (Мартинов син)           | (Мартинов син)           | (Мартинов син)           |  |  |  |  |  |  |  |  |  |  |  |  |  |  |  |  |  |  |
|                                |                                |                                |                                |                                |                                |  |  |                     |                     |                     |                     |                     |                     |  |  |                     |                     |                     |                     |                     |                     |  |  |           |           |           |           |           |           |  |  |                   |                   |                   |                   |                   |                   |  |  |                                                    |                                                    |                                                    |                                                    |                                                    |                                                    |  |  |                                           |                                           |                                           |                                           |                                           |                                           |  |  |                   |                   |                   |                   |                   |                   |  |  |                                                    |                                                    |                                                    |                                                    |                                                    |                                                    |  |  |                                                  |                                                  |                                                  |                                                  |                                                  |                                                  |  |  |                                       |                                       |                                       |                                       |                                       |                                       |  |  |                          |                          |                          |                          |                          |                          |  |  |  |  |  |  |  |  |  |  |  |  |  |  |  |  |  |  |
|                                |                                |                                |                                |                                |                                |  |  |                     |                     |                     |                     |                     |                     |  |  |                     |                     |                     |                     |                     |                     |  |  |           |           |           |           |           |           |  |  |                   |                   |                   |                   |                   |                   |  |  |                                                    |                                                    |                                                    |                                                    |                                                    |                                                    |  |  |                                           |                                           |                                           |                                           |                                           |                                           |  |  |                   |                   |                   |                   |                   |                   |  |  |                                                    |                                                    |                                                    |                                                    |                                                    |                                                    |  |  |                                                  |                                                  |                                                  |                                                  |                                                  |                                                  |  |  |                                       |                                       |                                       |                                       |                                       |                                       |  |  |                          |                          |                          |                          |                          |                          |  |  |  |  |  |  |  |  |  |  |  |  |  |  |  |  |  |  |
| Теодот I Цариградски Патријарх | Теодот I Цариградски Патријарх | Теодот I Цариградски Патријарх | Теодот I Цариградски Патријарх | Теодот I Цариградски Патријарх | Теодот I Цариградски Патријарх |  |  | Теокиста            | Теокиста            | Теокиста            | Теокиста            | Теокиста            | Теокиста            |  |  | Платон Студит монах | Платон Студит монах | Платон Студит монах | Платон Студит монах | Платон Студит монах | Платон Студит монах |  |  | Анa       | Анa       | Анa       | Анa       | Анa       | Анa       |  |  | (3) Нићифор цезар | (3) Нићифор цезар | (3) Нићифор цезар | (3) Нићифор цезар | (3) Нићифор цезар | (3) Нићифор цезар |  |  | (1) Лав IV Хазар цар Ромеја 775-780                | (1) Лав IV Хазар цар Ромеја 775-780                | (1) Лав IV Хазар цар Ромеја 775-780                | (1) Лав IV Хазар цар Ромеја 775-780                | (1) Лав IV Хазар цар Ромеја 775-780                | (1) Лав IV Хазар цар Ромеја 775-780                |  |  | Ирина (царица) цар Ромеја 797-802         | Ирина (царица) цар Ромеја 797-802         | Ирина (царица) цар Ромеја 797-802         | Ирина (царица) цар Ромеја 797-802         | Ирина (царица) цар Ромеја 797-802         | Ирина (царица) цар Ромеја 797-802         |  |  | Теофанија Атинска | Теофанија Атинска | Теофанија Атинска | Теофанија Атинска | Теофанија Атинска | Теофанија Атинска |  |  | Ставракије цар Ромеја 803-811 Нићифорска династија | Ставракије цар Ромеја 803-811 Нићифорска династија | Ставракије цар Ромеја 803-811 Нићифорска династија | Ставракије цар Ромеја 803-811 Нићифорска династија | Ставракије цар Ромеја 803-811 Нићифорска династија | Ставракије цар Ромеја 803-811 Нићифорска династија |  |  | Прокопија                                        | Прокопија                                        | Прокопија                                        | Прокопија                                        | Прокопија                                        | Прокопија                                        |  |  | Михаило I Рангабеs цар Ромеја 811-813 | Михаило I Рангабеs цар Ромеја 811-813 | Михаило I Рангабеs цар Ромеја 811-813 | Михаило I Рангабеs цар Ромеја 811-813 | Михаило I Рангабеs цар Ромеја 811-813 | Михаило I Рангабеs цар Ромеја 811-813 |  |  | Теофилактије Мартинакије | Теофилактије Мартинакије | Теофилактије Мартинакије | Теофилактије Мартинакије | Теофилактије Мартинакије | Теофилактије Мартинакије |  |  |  |  |  |  |  |  |  |  |  |  |  |  |  |  |  |  |
| Теодот I Цариградски Патријарх | Теодот I Цариградски Патријарх | Теодот I Цариградски Патријарх | Теодот I Цариградски Патријарх | Теодот I Цариградски Патријарх | Теодот I Цариградски Патријарх |  |  | Теокиста            | Теокиста            | Теокиста            | Теокиста            | Теокиста            | Теокиста            |  |  | Платон Студит монах | Платон Студит монах | Платон Студит монах | Платон Студит монах | Платон Студит монах | Платон Студит монах |  |  | Анa       | Анa       | Анa       | Анa       | Анa       | Анa       |  |  | (3) Нићифор цезар | (3) Нићифор цезар | (3) Нићифор цезар | (3) Нићифор цезар | (3) Нићифор цезар | (3) Нићифор цезар |  |  | (1) Лав IV Хазар цар Ромеја 775-780                | (1) Лав IV Хазар цар Ромеја 775-780                | (1) Лав IV Хазар цар Ромеја 775-780                | (1) Лав IV Хазар цар Ромеја 775-780                | (1) Лав IV Хазар цар Ромеја 775-780                | (1) Лав IV Хазар цар Ромеја 775-780                |  |  | Ирина (царица) цар Ромеја 797-802         | Ирина (царица) цар Ромеја 797-802         | Ирина (царица) цар Ромеја 797-802         | Ирина (царица) цар Ромеја 797-802         | Ирина (царица) цар Ромеја 797-802         | Ирина (царица) цар Ромеја 797-802         |  |  | Теофанија Атинска | Теофанија Атинска | Теофанија Атинска | Теофанија Атинска | Теофанија Атинска | Теофанија Атинска |  |  | Ставракије цар Ромеја 803-811 Нићифорска династија | Ставракије цар Ромеја 803-811 Нићифорска династија | Ставракије цар Ромеја 803-811 Нићифорска династија | Ставракије цар Ромеја 803-811 Нићифорска династија | Ставракије цар Ромеја 803-811 Нићифорска династија | Ставракије цар Ромеја 803-811 Нићифорска династија |  |  | Прокопија                                        | Прокопија                                        | Прокопија                                        | Прокопија                                        | Прокопија                                        | Прокопија                                        |  |  | Михаило I Рангабеs цар Ромеја 811-813 | Михаило I Рангабеs цар Ромеја 811-813 | Михаило I Рангабеs цар Ромеја 811-813 | Михаило I Рангабеs цар Ромеја 811-813 | Михаило I Рангабеs цар Ромеја 811-813 | Михаило I Рангабеs цар Ромеја 811-813 |  |  | Теофилактије Мартинакије | Теофилактије Мартинакије | Теофилактије Мартинакије | Теофилактије Мартинакије | Теофилактије Мартинакије | Теофилактије Мартинакије |  |  |  |  |  |  |  |  |  |  |  |  |  |  |  |  |  |  |
|                                |                                |                                |                                |                                |                                |  |  |                     |                     |                     |                     |                     |                     |  |  |                     |                     |                     |                     |                     |                     |  |  |           |           |           |           |           |           |  |  |                   |                   |                   |                   |                   |                   |  |  |                                                    |                                                    |                                                    |                                                    |                                                    |                                                    |  |  |                                           |                                           |                                           |                                           |                                           |                                           |  |  |                   |                   |                   |                   |                   |                   |  |  |                                                    |                                                    |                                                    |                                                    |                                                    |                                                    |  |  |                                                  |                                                  |                                                  |                                                  |                                                  |                                                  |  |  |                                       |                                       |                                       |                                       |                                       |                                       |  |  |                          |                          |                          |                          |                          |                          |  |  |  |  |  |  |  |  |  |  |  |  |  |  |  |  |  |  |
|                                |                                |                                |                                |                                |                                |  |  |                     |                     |                     |                     |                     |                     |  |  |                     |                     |                     |                     |                     |                     |  |  |           |           |           |           |           |           |  |  |                   |                   |                   |                   |                   |                   |  |  |                                                    |                                                    |                                                    |                                                    |                                                    |                                                    |  |  |                                           |                                           |                                           |                                           |                                           |                                           |  |  |                   |                   |                   |                   |                   |                   |  |  |                                                    |                                                    |                                                    |                                                    |                                                    |                                                    |  |  |                                                  |                                                  |                                                  |                                                  |                                                  |                                                  |  |  |                                       |                                       |                                       |                                       |                                       |                                       |  |  |                          |                          |                          |                          |                          |                          |  |  |  |  |  |  |  |  |  |  |  |  |  |  |  |  |  |  |
|                                |                                |                                |                                |                                |                                |  |  | Теодор Студит монах | Теодор Студит монах | Теодор Студит монах | Теодор Студит монах | Теодор Студит монах | Теодор Студит монах |  |  |                     |                     |                     |                     |                     |                     |  |  | 2.Теодота | 2.Теодота | 2.Теодота | 2.Теодота | 2.Теодота | 2.Теодота |  |  |                   |                   |                   |                   |                   |                   |  |  | Константин VI цар Ромеја 780-797                   | Константин VI цар Ромеја 780-797                   | Константин VI цар Ромеја 780-797                   | Константин VI цар Ромеја 780-797                   | Константин VI цар Ромеја 780-797                   | Константин VI цар Ромеја 780-797                   |  |  | 1.Марија Амнија (праунука Светог Филарета | 1.Марија Амнија (праунука Светог Филарета | 1.Марија Амнија (праунука Светог Филарета | 1.Марија Амнија (праунука Светог Филарета | 1.Марија Амнија (праунука Светог Филарета | 1.Марија Амнија (праунука Светог Филарета |  |  | Вардан побуњеник  | Вардан побуњеник  | Вардан побуњеник  | Вардан побуњеник  | Вардан побуњеник  | Вардан побуњеник  |  |  |                                                    |                                                    |                                                    |                                                    |                                                    |                                                    |  |  | Теофилакт савладар 811-813                       | Теофилакт савладар 811-813                       | Теофилакт савладар 811-813                       | Теофилакт савладар 811-813                       | Теофилакт савладар 811-813                       | Теофилакт савладар 811-813                       |  |  | (Никета) Свети Игњатије Патријарх     | (Никета) Свети Игњатије Патријарх     | (Никета) Свети Игњатије Патријарх     | (Никета) Свети Игњатије Патријарх     | (Никета) Свети Игњатије Патријарх     | (Никета) Свети Игњатије Патријарх     |  |  | Анастасије Мартинакије   | Анастасије Мартинакије   | Анастасије Мартинакије   | Анастасије Мартинакије   | Анастасије Мартинакије   | Анастасије Мартинакије   |  |  |  |  |  |  |  |  |  |  |  |  |  |  |  |  |  |  |
|                                |                                |                                |                                |                                |                                |  |  | Теодор Студит монах | Теодор Студит монах | Теодор Студит монах | Теодор Студит монах | Теодор Студит монах | Теодор Студит монах |  |  |                     |                     |                     |                     |                     |                     |  |  | 2.Теодота | 2.Теодота | 2.Теодота | 2.Теодота | 2.Теодота | 2.Теодота |  |  |                   |                   |                   |                   |                   |                   |  |  | Константин VI цар Ромеја 780-797                   | Константин VI цар Ромеја 780-797                   | Константин VI цар Ромеја 780-797                   | Константин VI цар Ромеја 780-797                   | Константин VI цар Ромеја 780-797                   | Константин VI цар Ромеја 780-797                   |  |  | 1.Марија Амнија (праунука Светог Филарета | 1.Марија Амнија (праунука Светог Филарета | 1.Марија Амнија (праунука Светог Филарета | 1.Марија Амнија (праунука Светог Филарета | 1.Марија Амнија (праунука Светог Филарета | 1.Марија Амнија (праунука Светог Филарета |  |  | Вардан побуњеник  | Вардан побуњеник  | Вардан побуњеник  | Вардан побуњеник  | Вардан побуњеник  | Вардан побуњеник  |  |  |                                                    |                                                    |                                                    |                                                    |                                                    |                                                    |  |  | Теофилакт савладар 811-813                       | Теофилакт савладар 811-813                       | Теофилакт савладар 811-813                       | Теофилакт савладар 811-813                       | Теофилакт савладар 811-813                       | Теофилакт савладар 811-813                       |  |  | (Никета) Свети Игњатије Патријарх     | (Никета) Свети Игњатије Патријарх     | (Никета) Свети Игњатије Патријарх     | (Никета) Свети Игњатије Патријарх     | (Никета) Свети Игњатије Патријарх     | (Никета) Свети Игњатије Патријарх     |  |  | Анастасије Мартинакије   | Анастасије Мартинакије   | Анастасије Мартинакије   | Анастасије Мартинакије   | Анастасије Мартинакије   | Анастасије Мартинакије   |  |  |  |  |  |  |  |  |  |  |  |  |  |  |  |  |  |  |
|                                |                                |                                |                                |                                |                                |  |  |                     |                     |                     |                     |                     |                     |  |  |                     |                     |                     |                     |                     |                     |  |  |           |           |           |           |           |           |  |  |                   |                   |                   |                   |                   |                   |  |  |                                                    |                                                    |                                                    |                                                    |                                                    |                                                    |  |  |                                           |                                           |                                           |                                           |                                           |                                           |  |  |                   |                   |                   |                   |                   |                   |  |  |                                                    |                                                    |                                                    |                                                    |                                                    |                                                    |  |  |                                                  |                                                  |                                                  |                                                  |                                                  |                                                  |  |  |                                       |                                       |                                       |                                       |                                       |                                       |  |  |                          |                          |                          |                          |                          |                          |  |  |  |  |  |  |  |  |  |  |  |  |  |  |  |  |  |  |
|                                |                                |                                |                                |                                |                                |  |  |                     |                     |                     |                     |                     |                     |  |  |                     |                     |                     |                     |                     |                     |  |  |           |           |           |           |           |           |  |  |                   |                   |                   |                   |                   |                   |  |  |                                                    |                                                    |                                                    |                                                    |                                                    |                                                    |  |  |                                           |                                           |                                           |                                           |                                           |                                           |  |  |                   |                   |                   |                   |                   |                   |  |  |                                                    |                                                    |                                                    |                                                    |                                                    |                                                    |  |  |                                                  |                                                  |                                                  |                                                  |                                                  |                                                  |  |  |                                       |                                       |                                       |                                       |                                       |                                       |  |  |                          |                          |                          |                          |                          |                          |  |  |  |  |  |  |  |  |  |  |  |  |  |  |  |  |  |  |
|                                |                                |                                |                                |                                |                                |  |  |                     |                     |                     |                     |                     |                     |  |  |                     |                     |                     |                     |                     |                     |  |  |           |           |           |           |           |           |  |  |                   |                   |                   |                   |                   |                   |  |  | 2.Еуфросина                                        | 2.Еуфросина                                        | 2.Еуфросина                                        | 2.Еуфросина                                        | 2.Еуфросина                                        | 2.Еуфросина                                        |  |  | Михаило II Аморијац цар Ромеја 820-829    | Михаило II Аморијац цар Ромеја 820-829    | Михаило II Аморијац цар Ромеја 820-829    | Михаило II Аморијац цар Ромеја 820-829    | Михаило II Аморијац цар Ромеја 820-829    | Михаило II Аморијац цар Ромеја 820-829    |  |  | 1.Текла           | 1.Текла           | 1.Текла           | 1.Текла           | 1.Текла           | 1.Текла           |  |  | 1. Варка                                           | 1. Варка                                           | 1. Варка                                           | 1. Варка                                           | 1. Варка                                           | 1. Варка                                           |  |  | Лав V Јерменин цар Ромеја 813-820                | Лав V Јерменин цар Ромеја 813-820                | Лав V Јерменин цар Ромеја 813-820                | Лав V Јерменин цар Ромеја 813-820                | Лав V Јерменин цар Ромеја 813-820                | Лав V Јерменин цар Ромеја 813-820                |  |  | 2.Теодосија                           | 2.Теодосија                           | 2.Теодосија                           | 2.Теодосија                           | 2.Теодосија                           | 2.Теодосија                           |  |  | Ингер Мартинакије        | Ингер Мартинакије        | Ингер Мартинакије        | Ингер Мартинакије        | Ингер Мартинакије        | Ингер Мартинакије        |  |  |  |  |  |  |  |  |  |  |  |  |  |  |  |  |  |  |
|                                |                                |                                |                                |                                |                                |  |  |                     |                     |                     |                     |                     |                     |  |  |                     |                     |                     |                     |                     |                     |  |  |           |           |           |           |           |           |  |  |                   |                   |                   |                   |                   |                   |  |  | 2.Еуфросина                                        | 2.Еуфросина                                        | 2.Еуфросина                                        | 2.Еуфросина                                        | 2.Еуфросина                                        | 2.Еуфросина                                        |  |  | Михаило II Аморијац цар Ромеја 820-829    | Михаило II Аморијац цар Ромеја 820-829    | Михаило II Аморијац цар Ромеја 820-829    | Михаило II Аморијац цар Ромеја 820-829    | Михаило II Аморијац цар Ромеја 820-829    | Михаило II Аморијац цар Ромеја 820-829    |  |  | 1.Текла           | 1.Текла           | 1.Текла           | 1.Текла           | 1.Текла           | 1.Текла           |  |  | 1. Варка                                           | 1. Варка                                           | 1. Варка                                           | 1. Варка                                           | 1. Варка                                           | 1. Варка                                           |  |  | Лав V Јерменин цар Ромеја 813-820                | Лав V Јерменин цар Ромеја 813-820                | Лав V Јерменин цар Ромеја 813-820                | Лав V Јерменин цар Ромеја 813-820                | Лав V Јерменин цар Ромеја 813-820                | Лав V Јерменин цар Ромеја 813-820                |  |  | 2.Теодосија                           | 2.Теодосија                           | 2.Теодосија                           | 2.Теодосија                           | 2.Теодосија                           | 2.Теодосија                           |  |  | Ингер Мартинакије        | Ингер Мартинакије        | Ингер Мартинакије        | Ингер Мартинакије        | Ингер Мартинакије        | Ингер Мартинакије        |  |  |  |  |  |  |  |  |  |  |  |  |  |  |  |  |  |  |
|                                |                                |                                |                                |                                |                                |  |  |                     |                     |                     |                     |                     |                     |  |  |                     |                     |                     |                     |                     |                     |  |  |           |           |           |           |           |           |  |  |                   |                   |                   |                   |                   |                   |  |  |                                                    |                                                    |                                                    |                                                    |                                                    |                                                    |  |  |                                           |                                           |                                           |                                           |                                           |                                           |  |  |                   |                   |                   |                   |                   |                   |  |  |                                                    |                                                    |                                                    |                                                    |                                                    |                                                    |  |  |                                                  |                                                  |                                                  |                                                  |                                                  |                                                  |  |  |                                       |                                       |                                       |                                       |                                       |                                       |  |  |                          |                          |                          |                          |                          |                          |  |  |  |  |  |  |  |  |  |  |  |  |  |  |  |  |  |  |
|                                |                                |                                |                                |                                |                                |  |  |                     |                     |                     |                     |                     |                     |  |  |                     |                     |                     |                     |                     |                     |  |  |           |           |           |           |           |           |  |  |                   |                   |                   |                   |                   |                   |  |  |                                                    |                                                    |                                                    |                                                    |                                                    |                                                    |  |  |                                           |                                           |                                           |                                           |                                           |                                           |  |  |                   |                   |                   |                   |                   |                   |  |  |                                                    |                                                    |                                                    |                                                    |                                                    |                                                    |  |  |                                                  |                                                  |                                                  |                                                  |                                                  |                                                  |  |  |                                       |                                       |                                       |                                       |                                       |                                       |  |  |                          |                          |                          |                          |                          |                          |  |  |  |  |  |  |  |  |  |  |  |  |  |  |  |  |  |  |
|                                |                                |                                |                                |                                |                                |  |  |                     |                     |                     |                     |                     |                     |  |  |                     |                     |                     |                     |                     |                     |  |  |           |           |           |           |           |           |  |  |                   |                   |                   |                   |                   |                   |  |  |                                                    |                                                    |                                                    |                                                    |                                                    |                                                    |  |  | Теофило цар Ромеја 829-842                | Теофило цар Ромеја 829-842                | Теофило цар Ромеја 829-842                | Теофило цар Ромеја 829-842                | Теофило цар Ромеја 829-842                | Теофило цар Ромеја 829-842                |  |  |                   |                   |                   |                   |                   |                   |  |  |                                                    |                                                    |                                                    |                                                    |                                                    |                                                    |  |  | (Ингерова кћерка)                                | (Ингерова кћерка)                                | (Ингерова кћерка)                                | (Ингерова кћерка)                                | (Ингерова кћерка)                                | (Ингерова кћерка)                                |  |  |                                       |                                       |                                       |                                       |                                       |                                       |  |  |                          |                          |                          |                          |                          |                          |  |  |  |  |  |  |  |  |  |  |  |  |  |  |  |  |  |  |
|                                |                                |                                |                                |                                |                                |  |  |                     |                     |                     |                     |                     |                     |  |  |                     |                     |                     |                     |                     |                     |  |  |           |           |           |           |           |           |  |  |                   |                   |                   |                   |                   |                   |  |  |                                                    |                                                    |                                                    |                                                    |                                                    |                                                    |  |  | Теофило цар Ромеја 829-842                | Теофило цар Ромеја 829-842                | Теофило цар Ромеја 829-842                | Теофило цар Ромеја 829-842                | Теофило цар Ромеја 829-842                | Теофило цар Ромеја 829-842                |  |  |                   |                   |                   |                   |                   |                   |  |  |                                                    |                                                    |                                                    |                                                    |                                                    |                                                    |  |  | (Ингерова кћерка)                                | (Ингерова кћерка)                                | (Ингерова кћерка)                                | (Ингерова кћерка)                                | (Ингерова кћерка)                                | (Ингерова кћерка)                                |  |  |                                       |                                       |                                       |                                       |                                       |                                       |  |  |                          |                          |                          |                          |                          |                          |  |  |  |  |  |  |  |  |  |  |  |  |  |  |  |  |  |  |
|                                |                                |                                |                                |                                |                                |  |  |                     |                     |                     |                     |                     |                     |  |  |                     |                     |                     |                     |                     |                     |  |  |           |           |           |           |           |           |  |  |                   |                   |                   |                   |                   |                   |  |  |                                                    |                                                    |                                                    |                                                    |                                                    |                                                    |  |  |                                           |                                           |                                           |                                           |                                           |                                           |  |  |                   |                   |                   |                   |                   |                   |  |  |                                                    |                                                    |                                                    |                                                    |                                                    |                                                    |  |  |                                                  |                                                  |                                                  |                                                  |                                                  |                                                  |  |  |                                       |                                       |                                       |                                       |                                       |                                       |  |  |                          |                          |                          |                          |                          |                          |  |  |  |  |  |  |  |  |  |  |  |  |  |  |  |  |  |  |
|                                |                                |                                |                                |                                |                                |  |  |                     |                     |                     |                     |                     |                     |  |  |                     |                     |                     |                     |                     |                     |  |  |           |           |           |           |           |           |  |  |                   |                   |                   |                   |                   |                   |  |  | Евдокија Декаполитиса                              | Евдокија Декаполитиса                              | Евдокија Декаполитиса                              | Евдокија Декаполитиса                              | Евдокија Декаполитиса                              | Евдокија Декаполитиса                              |  |  | Михаило III цар Ромеја 842-867            | Михаило III цар Ромеја 842-867            | Михаило III цар Ромеја 842-867            | Михаило III цар Ромеја 842-867            | Михаило III цар Ромеја 842-867            | Михаило III цар Ромеја 842-867            |  |  | Евдокија Ингерина | Евдокија Ингерина | Евдокија Ингерина | Евдокија Ингерина | Евдокија Ингерина | Евдокија Ингерина |  |  | Василије I Македонац цар Ромеја 867-886            | Василије I Македонац цар Ромеја 867-886            | Василије I Македонац цар Ромеја 867-886            | Василије I Македонац цар Ромеја 867-886            | Василије I Македонац цар Ромеја 867-886            | Василије I Македонац цар Ромеја 867-886            |  |  |                                                  |                                                  |                                                  |                                                  |                                                  |                                                  |  |  |                                       |                                       |                                       |                                       |                                       |                                       |  |  |                          |                          |                          |                          |                          |                          |  |  |  |  |  |  |  |  |  |  |  |  |  |  |  |  |  |  |
|                                |                                |                                |                                |                                |                                |  |  |                     |                     |                     |                     |                     |                     |  |  |                     |                     |                     |                     |                     |                     |  |  |           |           |           |           |           |           |  |  |                   |                   |                   |                   |                   |                   |  |  | Евдокија Декаполитиса                              | Евдокија Декаполитиса                              | Евдокија Декаполитиса                              | Евдокија Декаполитиса                              | Евдокија Декаполитиса                              | Евдокија Декаполитиса                              |  |  | Михаило III цар Ромеја 842-867            | Михаило III цар Ромеја 842-867            | Михаило III цар Ромеја 842-867            | Михаило III цар Ромеја 842-867            | Михаило III цар Ромеја 842-867            | Михаило III цар Ромеја 842-867            |  |  | Евдокија Ингерина | Евдокија Ингерина | Евдокија Ингерина | Евдокија Ингерина | Евдокија Ингерина | Евдокија Ингерина |  |  | Василије I Македонац цар Ромеја 867-886            | Василије I Македонац цар Ромеја 867-886            | Василије I Македонац цар Ромеја 867-886            | Василије I Македонац цар Ромеја 867-886            | Василије I Македонац цар Ромеја 867-886            | Василије I Македонац цар Ромеја 867-886            |  |  |                                                  |                                                  |                                                  |                                                  |                                                  |                                                  |  |  |                                       |                                       |                                       |                                       |                                       |                                       |  |  |                          |                          |                          |                          |                          |                          |  |  |  |  |  |  |  |  |  |  |  |  |  |  |  |  |  |  |